# Küküllőlonka
Küküllőlonka románul: Lunca, falu Romániában, Erdélyben, Fehér megyében.

## Fekvése
Hosszúaszó közelében fekvő település.

## Története
Küküllőlonka, Tótfalu nevét 1477-ben említette először oklevél p. Thothfalw néven, mint a Guthi Országh család birtokát.
1477-ben és 1480-ban Guti néhai Ország János fia: Sebestyén Thothfalwa ~ Thothfalw nevű egészbirtokát zálogba adta szebeni Horváth Pálnak.
További névváltozatai: 1487-ben p. Thotfalw, 1511-ben p. Wythothfalw, 1733-ban, 1760–2-ben és 1808-ban Lunka, 1854-ben 
Lunka, Langendorf, Lunca, 1861-ben Lunka, 1913-ban Küküllőlonka.
A trianoni békeszerződés előtt Kis-Küküllő vármegye Hosszúaszói járásához tartozott.
1910-ben 540 lakosából 13 magyar, 527 román volt. Ebből 9 római katolikus, 523 görögkatolikus, 7 izraelita volt.